# Kirchberg (Hunsrück)
Pour les articles homonymes, voir Kirchberg.
Kirchberg (Hunsrück) est une municipalité et chef-lieu du Verbandsgemeinde Kirchberg, dans l'arrondissement de Rhin-Hunsrück, en Rhénanie-Palatinat, dans l'ouest de l'Allemagne. La ville se situe à 10 km à l'ouest de Simmern/Hunsrück et à 12 km à l'est de l'aéroport de Francfort-Hahn. Kirchberg est jumelée avec le village de Villeneuve-l'Archevêque en France où il y a une avenue de Kirchberg.

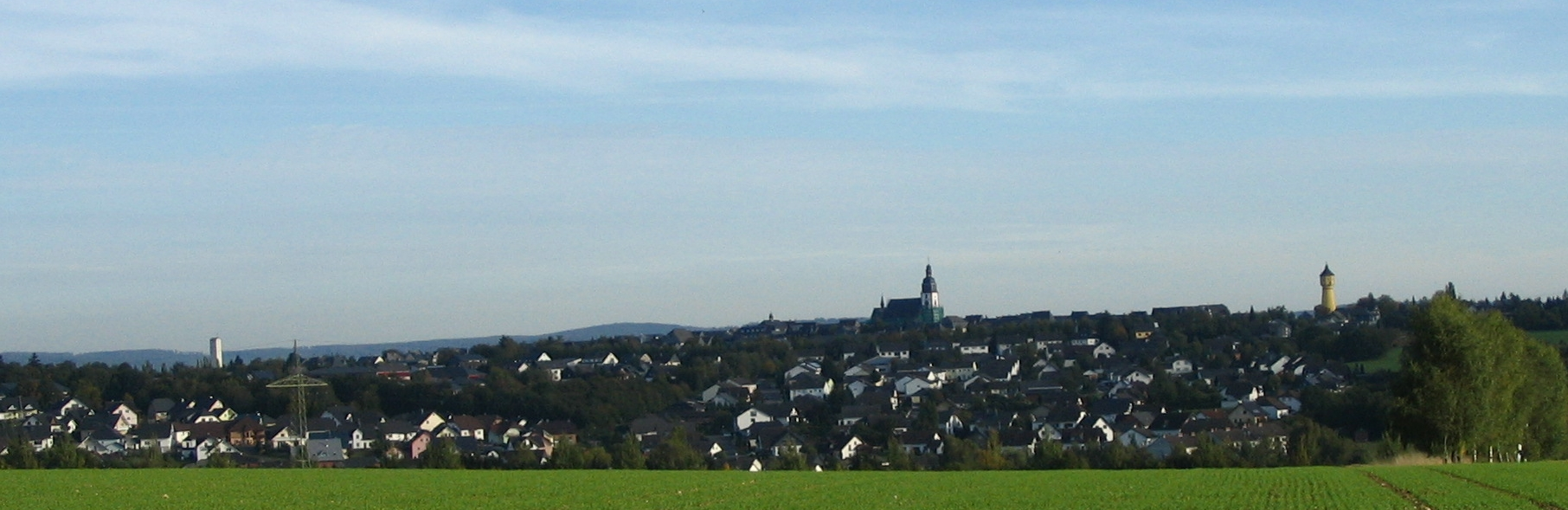
Vue sur Kirchberg

## Galerie

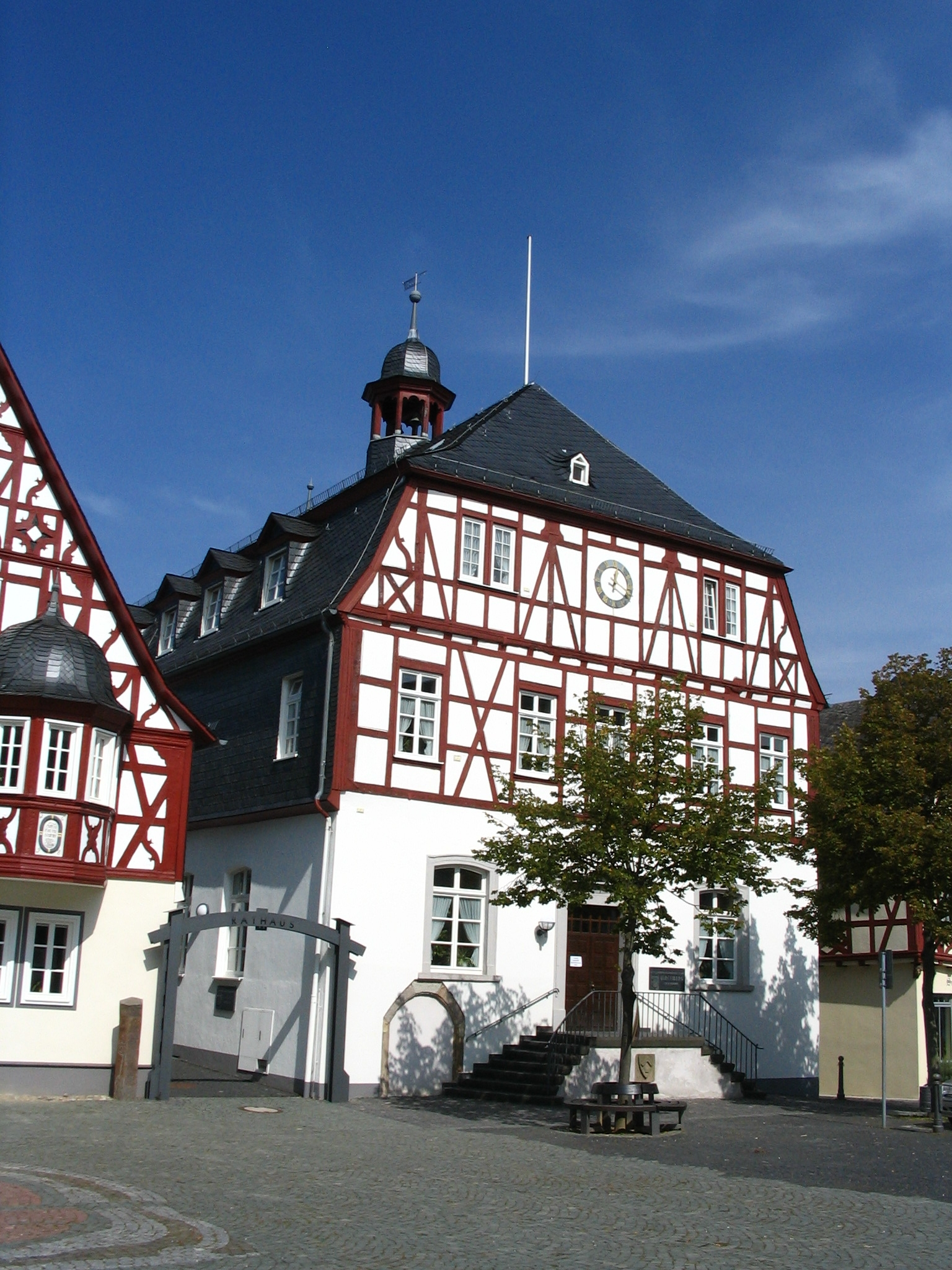
Hôtel de ville et place du marché
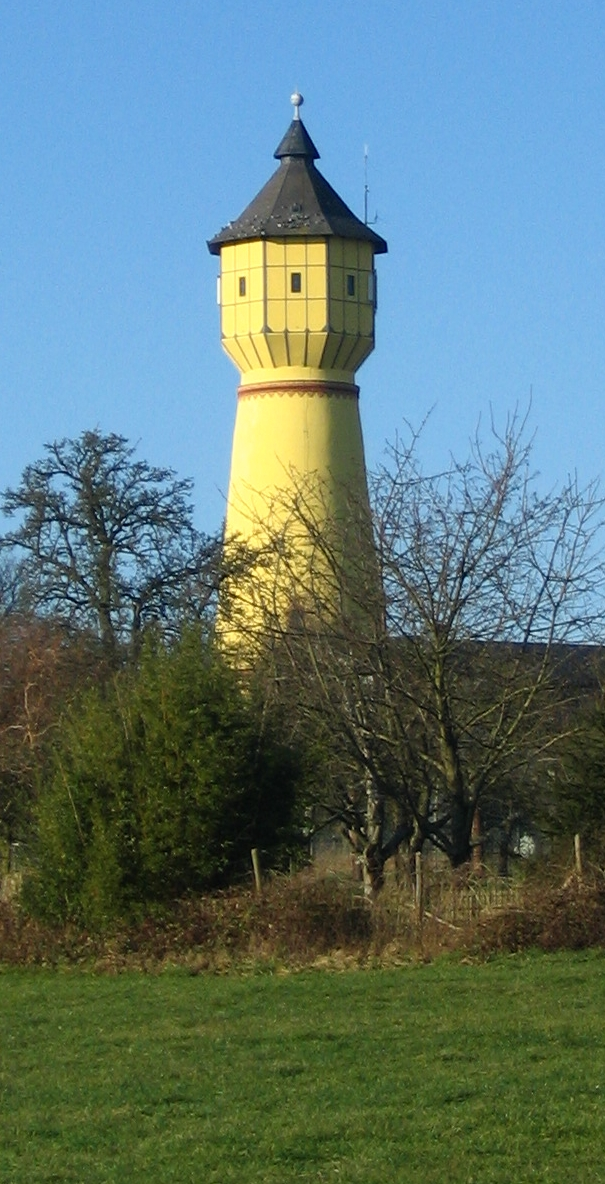
Château d'eau de Kirchberg
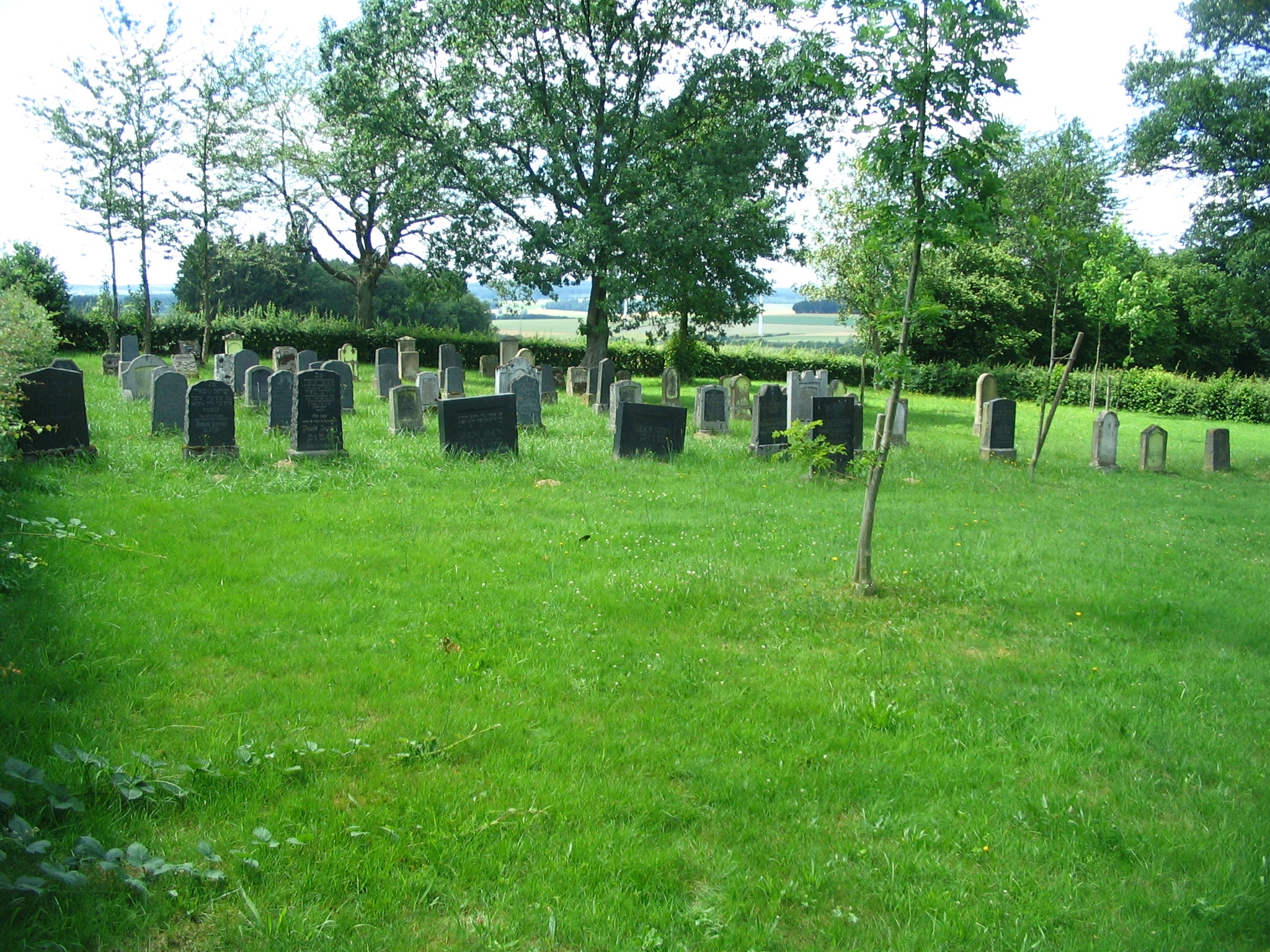
Cimetière juif
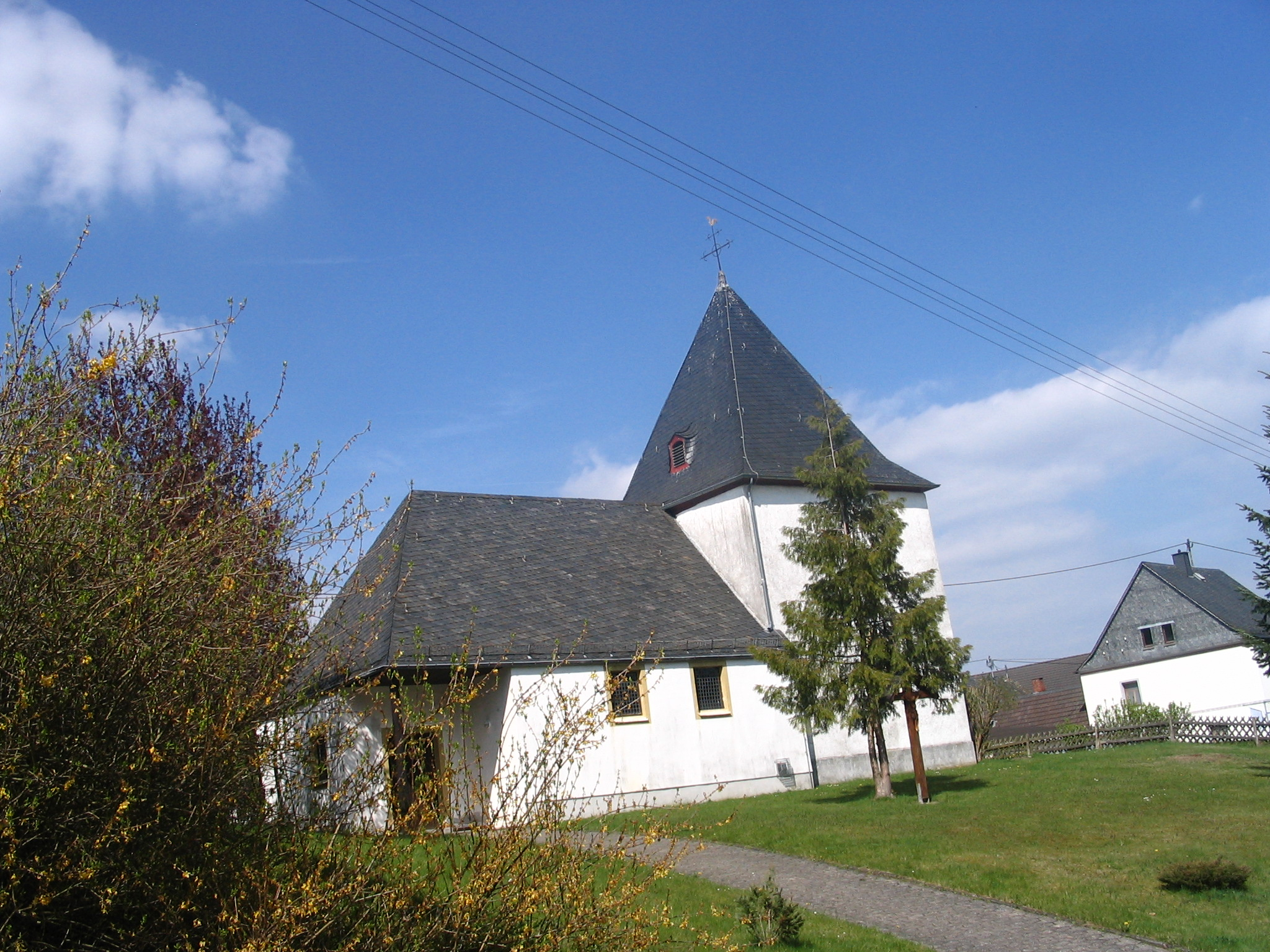
Église catholique St. Nicholas
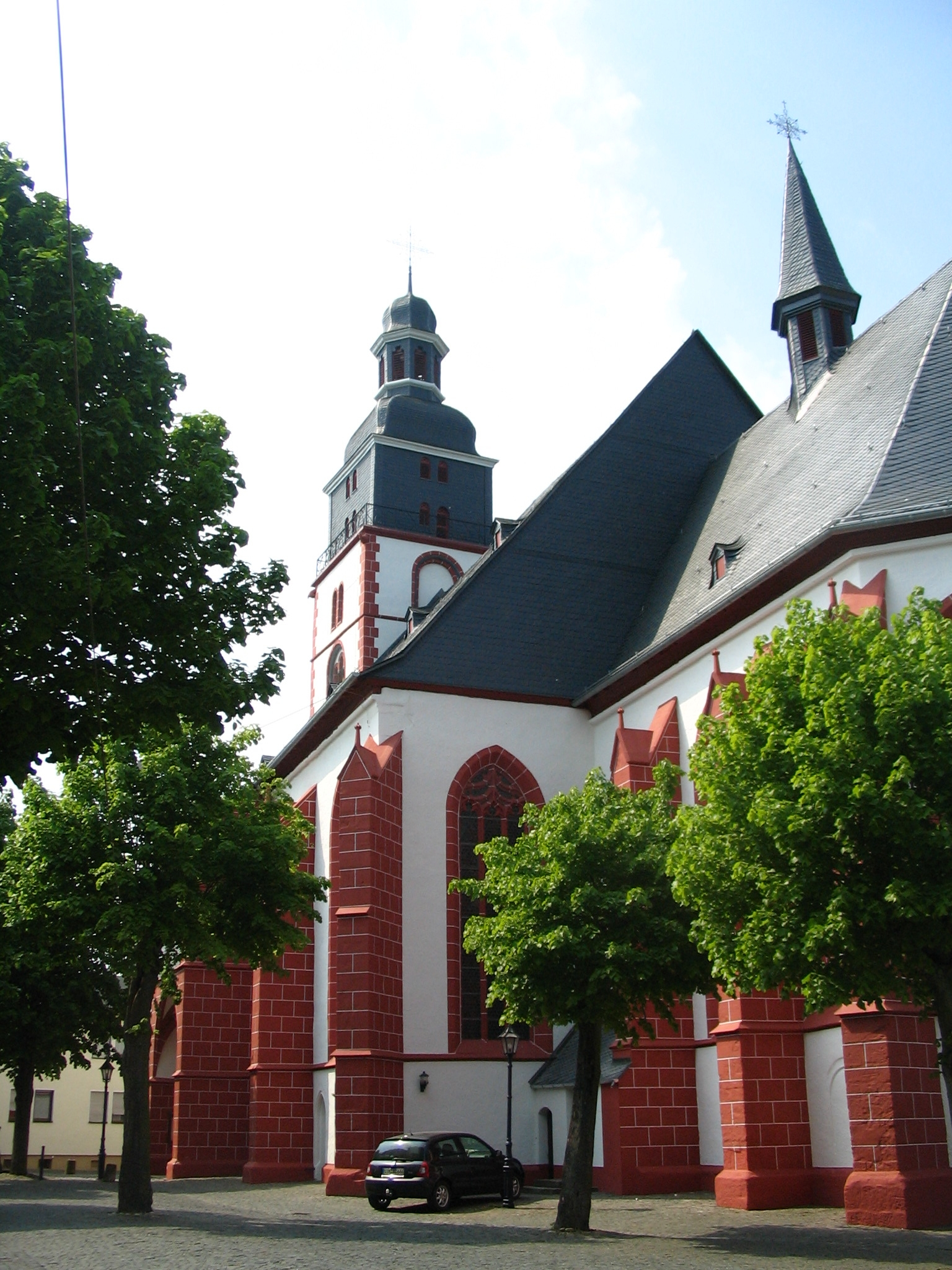
Église catholique St. Michaels